# Marbles
Marbles var en brittisk vokalduo bildad i England 1968 bestående av kusinerna Trevor Gordon och Graham Bonnet. 
Trevor Gordon hade samarbetat med Bee Gees när de var i Australien. Deras debutsingel "Only One Woman" skrevs av Barry, Robin och Maurice Gibb och blev en stor framgång i Storbritannien. Även uppföljaren "The Walls Fell Down" och ytterligare 4 låtar skrevs av Gibb-bröderna åt dem. 
Marbles gick dock skilda vägar 1970, innan deras debut-LP ens hade getts ut. Graham Bonnet fortsatte sin karriär solo men har också haft framgångar med bland annat hårdrocksgrupperna Rainbow, Michael Schenker Group och Alcatrazz.

## Diskografi
Album
- Marbles (1970)
- Marble-ized (1994) (återutgåva av albumet Marbles med ett extra spår)

Singlar
- "Only One Woman" / "By The Light Of A Burning Candle" (1968) (UK #5)
- "I Can't See Nobody" / "Little Boy" (1969)
- "The Walls Fell Down" / "Love You" (1969) (UK #28)
- "Breaking Up Is Hard To Do" / "Daytime" (1970)